# 未接触部族
未接触部族（みせっしょくぶぞく、英語: Uncontacted peoples）、あるいは非接触部族（ひせっしょくぶぞく）とは、近隣のコミュニティや様々な国民国家の世界共同体（ワールドコミュニティー）との継続的な接触を持たずに暮らす、または、自主的に孤立している先住民の集団のことである。自らの選択または周囲の状況によって、ファーストコンタクトや、より巨大な文明（特に現代文明）との、生活に大きな影響を与える接触を行っていない部族のことである。
世界の一体化により、その数は21世紀を迎えるまでに極めて少数となっている。国連、米州機構の米州人権委員会と非営利団体サバイバル・インターナショナルは、非接触部族の数は、100〜200部族ほどで、部族民の全人口は、最大10,000人と推定している。

## 概説
先住民の保護活動を行うNGO「サバイバル・インターナショナル」によると、2013年時点で全世界には未接触部族が100以上あると推定されている。
未接触部族が居住する地域は、いずれも国民国家の領土となっている。非接触部族問題に対して、2009年に国連人権理事会が、2013年に米州人権委員会が、自己隔離を選択する先住民の権利を含むガイドラインを導入した。
国連が定義する「先住民の権利」(2007年)には「孤立したまま暮らす権利」も含まれており、未接触部族が望まない接触は彼らの自己決定権を侵害するものであると先住権問題の活動家は主張している。
未接触部族は、飛行機の頭上通過を含めて何らかの形で外部との接触を持っており、「サバイバル・インターナショナル」の職員は彼らが外部者の存在を十分に認識していると述べている。その上で未接触部族が外部者との接触を拒否する理由として、人類学者は過去の歴史によって部族が外部に対する恐怖を持っているからだと考えている。アメリカ大陸のインディアンのように、孤立した部族はしばしば外部から殺害ないし奴隷化され、外部者を恐れることを学んだ部族はそのメッセージを口頭で伝承してきたのである。
孤立した部族に対する攻撃は21世紀に入っても確認されており、南アメリカ大陸では違法な森林伐採や石油・ガスの採掘で非接触部族が生活地を失ったり、外部者による虐殺行為が発覚したりしている。一方で接触を試みる外部者に対し積極的な反撃を行う非接触部族もおり、侵略者とみなした外部者を弓矢で攻撃して死傷させた事例や、未接触部族の調査のために居住地の上空を飛行した飛行機に矢を放った事例もある。
一方で、未接触部族の側から外部へ接触してくるケースも報告されている。未接触部族は「謎に満ちた部族」と扱われることもあるが、言葉が似通った部族が仲介することでコミュニケーションを取ることができる部族もおり、ペルーのマシコ・ピロ族のように研究が進んでいる部族もある。ただし、未接触部族は感染に対する免疫力が不足している可能性があり、未接触部族にとって文明側との接触は病気の伝染によって大幅に構成員を減少させるリスクがある。実際、非接触部族の見学を目的とした観光客が病原体を持ち込んだため、マシコ・ピロ族で病気が蔓延する問題が生じている。

## 定義
未接触民族は、近代的な国民国家や政府からほぼ独立して、伝統的なライフスタイルを、現在に至るまで維持している先住民を指す。 近代のヨーロッパの探検と植民地化により、世界中のほとんどの先住民は、植民地の開拓者や探検家をはじめ、他の民族と何らかの形で接触を持ってきた。 したがって、「未接触」とは、現時点で非先住民との継続的な接触が欠如していることを意味する。
近年では、これらの先住民が、遭遇、短い会話、道具の盗難など、偶発的な接触を通して、部族外部との関係を維持していることも明らかになってきており、「未接触」という概念は説得力を失っており、「孤立した先住民 (pueblos indígenas aislados)」と呼ばれるようになっている。
米州人権委員会は、未接触民族を、同族以外の者との接触を一般的に拒否し、「自主的に孤立している先住民」と定義する。これには、非先住民と接触したこともあったが、孤立状態に戻ることを選択したグループも含まれる。そのため、未接触部族は自然状態に住んでいるのではなく、現代の同時代人として理解されている。
2009年の国連報告書では、主流社会と定期的にコミュニケーションを取り、統合され始めている人々を、イニシャルコンタクトピープル（初期接触部族）と分類する
世界自然保護基金 (WWF) は、「自主的に孤立した先住民」と呼ぶことを強調したうえで、非接触部族、またはヒドゥンピープル（hidden peoples、隠れた人々）とも呼んでいる。
未接触部族を「失われた部族」と認定する捉え方には、植民地主義思想、孤立したキリスト教王国のプレスター・ジョン伝説、イスラエルの失われた10支族伝説からの歴史的な影響があるとも指摘されている。

## 部族の居住分布

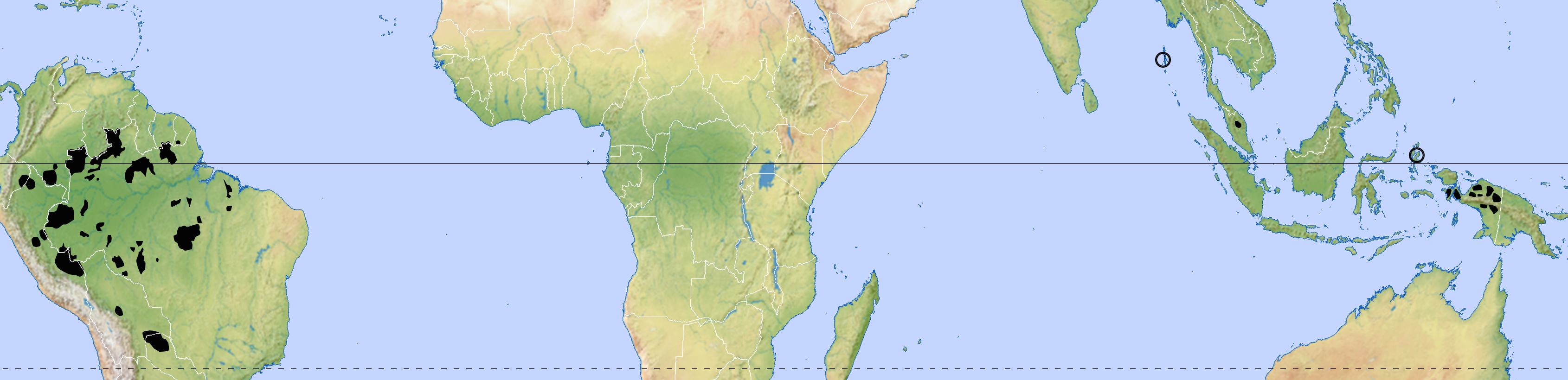
未接触部族が居住する地域。出典はウィキメディアコモンズの該当ページに記載された「Summary」欄を参照のこと。

先住民の保護活動を行うNGO「サバイバル・インターナショナル」によると、2013年時点で未接触部族が確実に居住している地域は、アマゾン熱帯雨林を中心とする南アメリカ大陸、イリアンジャヤ（ニューギニア島のインドネシア統治地域）、及びアンダマン諸島の3か所である。マレー半島と中部アフリカにも居住している可能性があるが、確認が取れていない。
国別にみると、ブラジルは未接触部族の存在が最も多く確認されている国で、ブラジル政府とナショナル ジオグラフィックは、ブラジル北部に77から84の部族が住んでいると推定している。 Korubo, himerima, massaco, zo'e, pipiticua, awá, caru, araribóia, kampa, menkragnoti, machineri, jaminawa, maku-nadeb, akurio, jandiatuba, piriuititi, jamamadi, kayapó puró, tupi, waiapiianeana などがブラジルの孤立した先住民である。
ペルーにはおよそ15の部族が存在し、インドネシアには数十、ブラジル・ペルー以外の南米諸国に少数、インドには2つの部族がいると考えられている。
ペルーの孤立した先住民は、20から30であり、エクアドル、ブラジル、コロンビアと国境を接するアマゾン地域に yine, yora, pano, cashibo-cacatiabo, matsiguenga, yora y ashaninka, sharanahua, yaminahua, chiltonahua, cuñarejo, mashcopiro-iñapari, kugapakori, nahua, murunahua, iconahuaa などが居住している。
エクアドルにはワオラニと類縁関係をもつ孤立した先住民として tagaeri と taromenane が居住している。
ボリビアでは、taromona, nahua, mbya-yuki, ayoreo, pacahuara の5つのグループに属する孤立した親族グループの数は、20に及ぶ可能性がある。
コロンビアはプレ川流域に yuri または caraballo という孤立した先住民の存在が認められている。
パラグアイではボリビアとの国境地帯を移動生活している ayoreo に属するいくつかのグループが知られている。
ベネズエラでは孤立した先住民はもういないようだが、yanomami, hoti, sapé の中には、孤立したグループが存在する可能性もなくはない。
他に、マレーシアに居住する一部のテミアル族（Temiar People）が熱帯雨林の奥深くで外部と未接触の生活を送っているが、「サバイバル・インターナショナル」は彼らを未接触部族と認定していない。

## 代表的な未接触部族
マシコ・ピロ族
ペルーのマヌー国立公園に数百人いるといわれている。未接触部族ではあるが、周辺のイネ族などの先住民たちと共通の言語を持っており、コミュニケーションを取ることは可能。周囲の村に移り住んでいるマシコ・ピロ出身者もいる。また、ペルー政府職員が接触するルートもある。
センチネル族
アンダマン諸島の北センチネル島に住む部族。人口は50ないし400程度と考えられている。島民は排他意識が非常に強く、2004年のスマトラ島沖地震には救援物資輸送のヘリコプターが矢で攻撃された。2006年には島に漂着したインド人2名が殺害され、遺体の回収に向かったヘリコプターまでも攻撃を受けたため、現在も回収に至っていない。インド政府およびアンダマン・ニコバル諸島当局は、この島は「治外法権」だと考え、今後とも干渉しない方針である。
2018年11月には、地元漁師を雇った米国人宣教師が接触を試みたものの、矢を射られて退却。11月16日に再び北センチネル島に接近し、漁師たちに「船には戻らない」と告げて島に上陸したが、3度目の上陸で島民によって殺害された。翌朝、漁師たちは先住民が宣教師の遺体を引きずって運び、海岸に埋めるところを目撃しており、島に接近するのを手引きした罪で7人の漁師がインド当局に逮捕された。